# 小行星720
小行星720（720 Bohlinia）是一颗围绕太阳公转的小行星。1911年10月18日，弗朗茲·凱撒在海德堡描述了此天体。
該小行星以瑞典天文学家卡尔·佩特鲁斯·西奥多·博林（Karl Petrus Theodor Bohlin）命名，来纪念他的65岁生日。
这颗小行星的绝对星等为9.6等。
它是鸦女星族的小行星之一。包括露西·德埃科菲·克雷斯波·席尔瓦（Lucy d'Escoffier Crespo da Silva）和理查德·P·賓澤爾在内的一个天文学家小组，在1998年到2000年间通过观测确定了这些小行星的自旋向量。这项合作共获得了61条新的独立光变曲线，充实了先前已发布的观测结果。
他们从6幅图像中分析该小行星的光谱，发现进行小角度观测时，谱线似乎由椭球形变形为双周期正弦曲线。其中1983年和1993年两次观测到低振幅的谱线。这表明它的反射率比较特别，可能是非几何散射而造成的不规则扭曲。
賓澤爾和舍爾特·巴斯在2003年通过发布一项光波统计结果进一步扩充了人们对该小行星的了解。这个项目被称为小主带小行星光谱统计（英語：Small Main-belt Asteroid Spectroscopic Survey、Phase II或SMASSII）。这是以先前主带小行星观测结果为基础的一个项目。其中可见光波段（0.435—0.925微米）的光谱数据是在1993年8月到1999年3月间收集的。 

## 相关條目
- 小行星列表/10001-11000

## 外部連結
- Asteroid Lightcurve Database (LCDB) （页面存档备份，存于）, query form (info （页面存档备份，存于）)
- Dictionary of Minor Planet Names, Google books
- Discovery Circumstances: Numbered Minor Planets (10001)-(15000) （页面存档备份，存于） – Minor Planet Center
- 小行星720 at AstDyS-2, Asteroids—Dynamic Site
  - Ephemeris · Observation prediction · Orbital info · Proper elements · Observational info
- NASA JPL小天體瀏覽器上的小行星720

| 前一小行星： 小行星719 | 小行星列表 | 後一小行星： 小行星721 |